# シークレット (後藤真希の曲)
「シークレット」は、後藤真希の17枚目のシングル。2007年4月11日発売。

## 概要
半年ぶりのシングルであり、ハロー!プロジェクト在籍時最後のシングルとなった。
初回生産限定盤は「シークレット(Face Ver.)」を収録したDVD付。
通常盤は初回特典として後藤真希のフォトカード1種が封入されている。
カップリング曲「インナーチャイルド」は、舞台『横須賀ストーリー』劇中歌で阿木燿子が初の作詞提供。
2024年現在、本作がCD形態で発売された最後のシングルであり、これ以降のシングルは配信で発売されるようになった。

## 収録曲

### CD
全作曲：つんく
1. シークレット
作詞：つんく　編曲：田中直
2. インナーチャイルド
作詞：阿木燿子　編曲：湯浅公一
3. シークレット (Instrumental)

### DVD
1. シークレット(Face Ver.)

## 参加ミュージシャン
シークレット
- プログラミング：田中直
- コーラス：後藤真希

インナーチャイルド
- プログラミング：湯浅公一
- ギター：鎌田浩二
- コーラス：後藤真希